# Кобозев, Николай Иванович
Николай Иванович Кобозев (12 мая 1903, Москва — 24 февраля 1974, Москва) — физико-химик, профессор химического факультета Московского университета им. М. В. Ломоносова.

## Биография

### Происхождение
Предки ученого принадлежали к белгородским служилым людям. В XVIII в. предки Н. И. Кобозева были купцами в Белгороде. На данный момент, самым ранним известным предком ученого является Козьма Кобызев (ум. до 1718 г.), который упоминается как посадский человек г. Белгород. Его сын, Дмитрий Казмин сын Кобызев (Кобозев; 1697—1752) был белгородским купцом; жена: Агафья Федотовна Маслова (1689—1770), дворянская дочь, взята из с. Терновское Белгородского уезда. Семья проживала в Стрелецкой слободе Белгорода.
Сын Дмитрия, Степан, также был купцом, был женат на дочери белгородского купца Степаниде Родионовне Дубининой. Родной брат Степана, Иван, был белгородским соляным головой (с 1778 г.). Сын, Яков Степанович, также был купцом и ратманом. Внук, Николай Яковлевич Кобозев (1781—1834) также был купцом. Правнук, Алексей Николаевич Кобозев (р. 1804), вышел в мещанское сословие после 1858 г.
Дед ученого, Иосиф Алексеевич Кобозев (1846, Белгород — 18 июля 1901, Харьков) переехал в Харьков в 1860-е гг. В Харькове И. А. Кобозев занимался торговлей сукном и мукой. В 1889 г. И. А. Кобозев вошел в правление второго Харьковского Общества взаимных кредитов. В 1892 г. был избран в харьковскую городскую Думу. Занимал руководящие должности в ряде других организаций.

### Семья
Отец Николая Ивановича, Иван Иосифович Кобозев (1874, Харьков — 1943, Москва) был юристом, закончил Харьковский Императорский университет. Был женат на внучке Франца Файста (1802—1888), таганрогского часовщика немецкого происхождения, Софье Адольфовне Файст (ум. 1952). Отец Софьи, Адольф Францевич Файст, «из дворян», был лютеранином, с 1867 г. — в чине коллежского асессора. Служил учителем немецкого языка в Мариинском Харьковском женском училище, с 1883 г. — секретарь правления Харьковского Земельного банка, а с 1891 г. — член правления.
У Н. И. Кобозева был брат Всеволод (1905—1939), Борис, музыкант, (ум в 1918 г. от испанки) и сестра Инна. В 1903 г. отец ученого с семьей переехали в Москву, где Иван Иосифович служил присяжным поверенным в Управлении Московской Виндаво-Рыбинской железной дороги. После Революции отец Н. И. Кобозева 1917 г. работал юристом в НКПС.
Брат Николая Ивановича, Всеволод, работал инженером НКПС, был начальником отдела электрификации. Был женат на дочери профессора Московских высших женских курсов Виссариона Виссарионовича Карандеева Нине. За успешный запуск Ярославской электрической ж/д был премирован Сталиным золотыми часами. Но в 1937 г. был арестован, а в 1939 г. — расстрелян.

### Образование и деятельность
В детстве Николай перенёс полиомиелит и все оставшиеся годы страдал от нездоровья.
В 1920 году окончил единую Трудовую Школу, и после обучения на подготовительных курсах (трудовая школа не давала достаточно знаний для поступления в ВУЗ), был принят на Естественное отделение физико-математического факультета Московского Университета. Окончил его в 1924 году.
С 1921 года в течение полутора лет преподавал физику в должности ассистента на рабфаке при МГУ.
В 1924 году поступил в аспирантуру Московского университета к Е. И. Шпитальскому.
В 1930 роду был утвержден доцентом Химического факультета МГУ, тогда же приступил к организации Лаборатории Неорганического Катализа.
В 1935 году по совокупности работ по катализу и перенапряжению утвержден в ученой степени доктора химических наук и действительного члена Института Химии МГУ (что было эквивалентно профессорскому званию).
Н. И. Кобозев был женат на Эсфирии Гальбрайх (в крещении: Екатерина Ефимовна). У него был сын Алексей (1946—2015).
После войны в 1948 году Н. И. Кобозевым воссоздана лаборатория Катализа и Газовой Электрохимии, преемница лаборатории 30-х годов.

### Вклад в теорию катализа
В 1934 году ввёл термин «электрокатализ».
В 1939 году для объяснения механизма действия гетерогенных катализаторов выдвинул так называемую теорию активных ансамблей, согласно этой теории ответственной за акт катализа является докристаллическая фаза катализатора — атомные группы, удерживающиеся на поверхности твёрдого тела. Установил случаи катализа посредством парообразных металлов, высокодисперсных коллоидных металлов и моноатомарных слоёв металла на кварце.
В 1946 году выдвинул теорию аггравации, или теорию рекуперации энергии, объясняющую активное участие каталитического носителя в качестве энергетической ловушки, которая осуществляет нетепловую (экситонную) подпитку элементарных актов катализа. Предложил катализаторы различных реакций и способы их промотирования.
Одним направлением исследований было изучение химических реакций в электрических разрядах. Для описания кинетики таких реакций Кобозев предложил «теорию энергетического катализа». Предложил электро-термические и каталитические методы конверсии метана в присутствии воды в водород и оксид углерода, ацетилен, ацетальдегид и этиловый спирт. Предложил способ получения азотной кислоты в процессе очистки промышленных газов от оксидов азота.
Многие работы Н. И. Кобозева, (в частности исследования химических реакций в разрядах) имели большое практическое значение. Под его руководством была осуществлена техническая разработка процесса получения азотоводородной смеси взрывной и окислительной конверсии метана, проведены полузаводские испытания метода электрокрекинга метана до ацетилена и водорода, разработан высоковольтный реактор МГУ (с его помощью был получен удвоенный энергетический выход оксида азота), осуществлен прямой электросинтез концентрированной азотной кислоты, разработаны эффективные методы получения концентрированного озона, пероксида водорода и других окислителей.

### Общетеоретические работы
Н. И. Кобозев интересовался общими проблемами термодинамики и методами вычисления изменения энтропии. В центре его внимания была общая проблема «упорядоченности и неупорядоченности» у биологических объектов. В 1948 году была опубликована его статья о «векторно-броуновских движениях живых организмов», в которой впервые было сформулировано обобщенное понятие энтропии как меры нарушения закономерной регуляции движения. Эта работа была опубликована до аналогичных статей на западе и, по мнению специалистов, может рассматриваться первым опытом построения современной кибернетики.
В 1966 году он опубликовал статью, в которой показывал, что термодинамический анализ атомно-молекулярного уровня живой материи свидетельствует о невозможности объяснения психических функций без обращения к области элементарных частиц. В 1971 году Кобозев писал, что ответственными за процессы мышления и памяти не могут быть ни клетки, ни молекулы ни даже атомы. Он считал, что носителями вышеупомянутых процессов могут быть гипотетические частицы, которые назвал «психонами».

### ПомощьА. И. Солженицыну
Сам Николай Иванович и семья его покойного брата Всеволода оказывали тайное содействие А. И. Солженицыну, пытаясь публиковать его рукописи в самиздате и заграницей. Первая жена Солженицына Наталья Решетовская была аспиранткой Н. И. Кобозева. В семье Кобозевых хранились некоторые рукописи писателя.

## Научные труды
- Кобозев Н. И. О физико-химическом моделировании процессов информации и мышления // Физическая химия, 1966, № 2
- Кобозев Н. И. Исследования в области термодинамики процессов информации и мышления. Издательство МГУ, 1971.